# Стара Синява
Стара Синява (колишня Синява) — селище в Україні, центр Старосинявської селищної територіальної громади Хмельницького району Хмельницької області. Засноване в першій половині XVI століття. Магдебурзьке право з 1543 року. Статус смт від 1956 року.

## Географія
Селище розташоване на річці Ікві, за 12 км від залізничної станції Адампіль на лінії Старокостянтинів I — Калинівка I.

## Історія

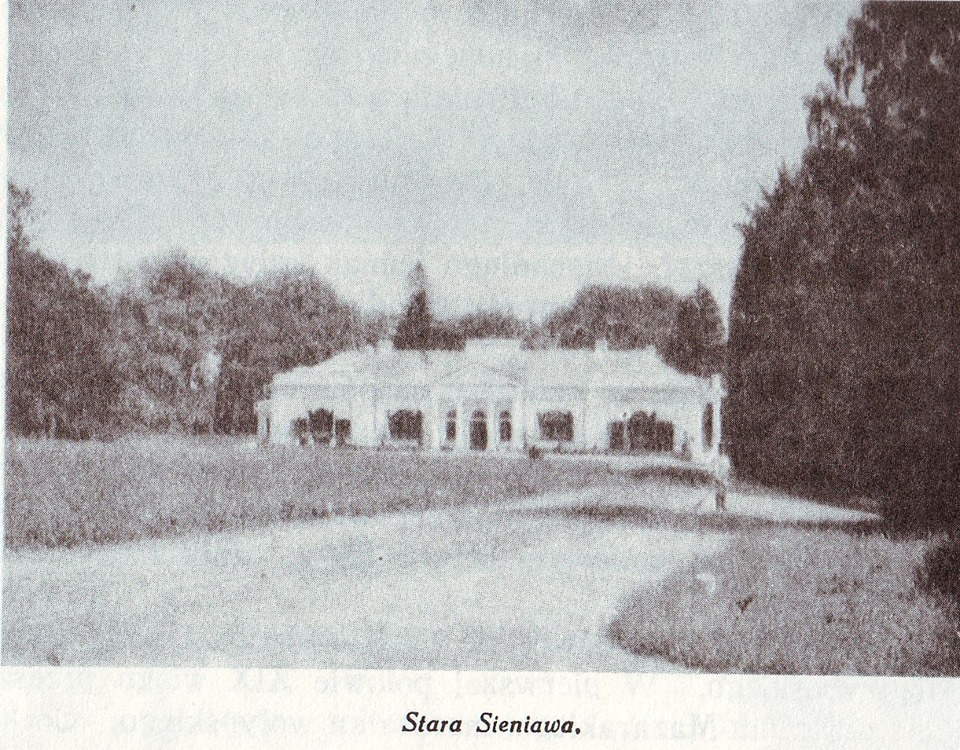
Палац, 1928 рік

Поселення під назвою Синява виникло на початку XIV ст. навколо місця, де річка Іква впадає у Південний Буг. Після знищення поселення татарами, під час одного з набігів, жителі, які зуміли врятуватися, піднялися на 10 верств за течією Ікви і заснували поселення під такою ж назвою (тепер Стара Синява). В середині XIV ст. частина втікачів повернулась на старе місце, до гирла Ікви, відбудовувши там село (тепер Нова Синявка).
В 1543 король Сигізмунд I Старий надав право белзькому воєводі Миколаю Сенявському закласти на Сенявському полі місто Сенява та зберегти при цьому первісну назву. Тоді ж місту було надано Магдебурзьке право.
Стара Синява належала Сенявським (з середини XVII ст. — Чарторийським). В другій половині XIV ст. тут споруджено замок  1640 року збудовано римо-католицький костел. Під час Визвольної війни українського народу 1648—1654 рр. старосинявці активно включились у боротьбу. У липні 1648 року козацькі загони, очолювані Максимом Кривоносом визволили містечко. Стара Синява ввійшла до Брацлавського полку. Жителі містечка у складі військ Богдана Хмельницького брали участь у битві під Пилявцями.
Після того, як Поділля після третього поділу Речі Посполитої відійшло до Російської імперії Стара Синява 1797 року стала волосним центром Літинського повіту Подільської губернії.
7 (20) листопада 1917 року, відповідно до Третього Універсалу Української Центральної Ради, увійшло до складу Української Народної Республіки.
Відповідно до адміністративного поділу 1923 року створено Старосинявський район, який входив до Проскурівської округи. У лютому 1931 року Старосинявський район увійшов до складу Летичівського району. Постановою ЦВК УРСР від 26 лютого 1935 року район було відновлено.
Під час організованого радянською владою Голодомору 1932—1933 років помер щонайменше 31 житель селища.
Суттєву частину населення містечка (1237 осіб станом на 1939 рік, тобто 21 %) становили євреї. Під час Другої світової війни єврейська спільнота була знищена нацистами: 19 серпня 1941 р. в котловані на північ від цукрового заводу було розстріляно півтисячі євреїв, а влітку 1943 року — ще близько 80. Крім того, частину старосинявських євреїв було страчено 23 липня 1942 року в Старокостянтинові.
В 1959 році Стара Синява була віднесена до категорії селищ міського типу, а села південної частини ліквідованого Остропільського району відійшли до Старосинявського. Але невдовзі Старосинявський район знову віднесено до складу Летичівського району. У грудні 1966 року Указом Президії Верховної Ради було сформовано 4 райони, у тому числі — і Старосинявський. Його територія залишилася без змін до нинішнього часу.
З 1991 року в складі незалежної України.
У 1995 році у приміщені будинку культури відкрито музей-діораму «Пилявецька битва» (автори діорами художники Бесараба Л., Ісаєв А., Павлович Я., автор експозиції Сергій Єсюнін).

## Населення
1989 року чисельність населення становила 6471 особа.
Згідно перепису 2001 року населення 5994 мешканці.
5621 мешканець у 2011 році.
Станом на 1 січня 2025 року населення становило 4,8 тисяч осіб.

### Мова[9]
Рідна мова населення за даними перепису 2001 року:
| Мова            | Кількість | Відсоток |
| --------------- | --------- | -------- |
| українська      | 5881      | 98.66%   |
| російська       | 64        | 1.07%    |
| білоруська      | 7         | 0.12%    |
| румунська       | 4         | 0.06%    |
| циганська       | 3         | 0.05%    |
| угорська        | 1         | 0.02%    |
| інші/не вказали | 1         | 0.02%    |
| Усього          | 5961      | 100%     |

## Пам'ятки

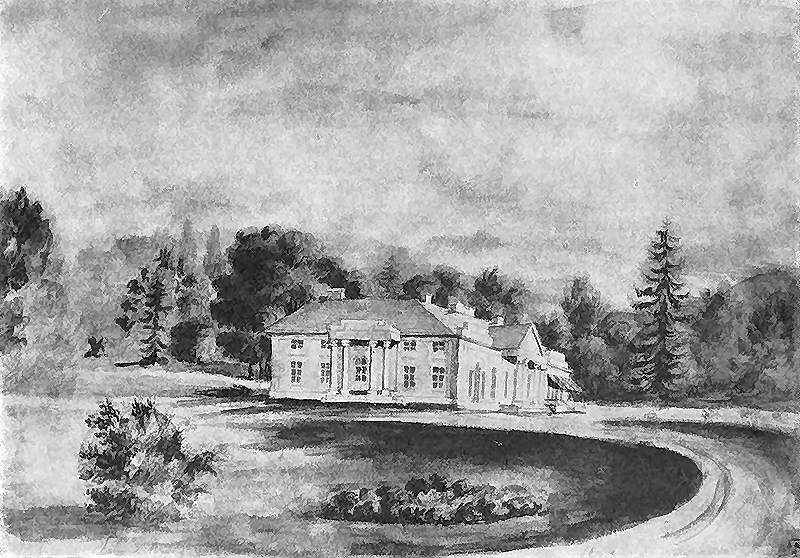
Наполеон Орда. Палац Стадницьких

- Палац Стадницьких

## Персоналії
- Блажкун Онисія Степанівна (1925—2013) — український педагог, відмінник народної освіти, директор музею історії Бердичева.
- Бруханський Борис Павлович (1871—1943) — педіатр, доктор медицини, професор.
- Казміров Олександр Вікторович (1996—2018) — солдат Збройних сил України, учасник російсько-української війни.
- Віктор Шайда — співак.
- Любов Сердунич — письменниця, член НСЖУ, просвітниця, краєзнавець.
- Міла Нитич — співачка.
- Валерій Пузік — художник, письменник
- Ян Козельський (1954—2018) — журналіст, краєзнавець, автор документальної повісті «Бальзак вінчався у Бердичеві»[11].
- Романенко Олександр Трохимович (19.7.1960 — 19.8.2014) — боєць батальйону «Донбас», герой АТО, загинув при звільненні Іловайська.
- Ковалевський Олег Станіславович (1975-2022) — головний сержант Збройних сил України, відзначився у ході російського вторгнення в Україну.
- Юрій НАЙКО ЗАХИСНИК Держави захисник  Украіни

## Світлини

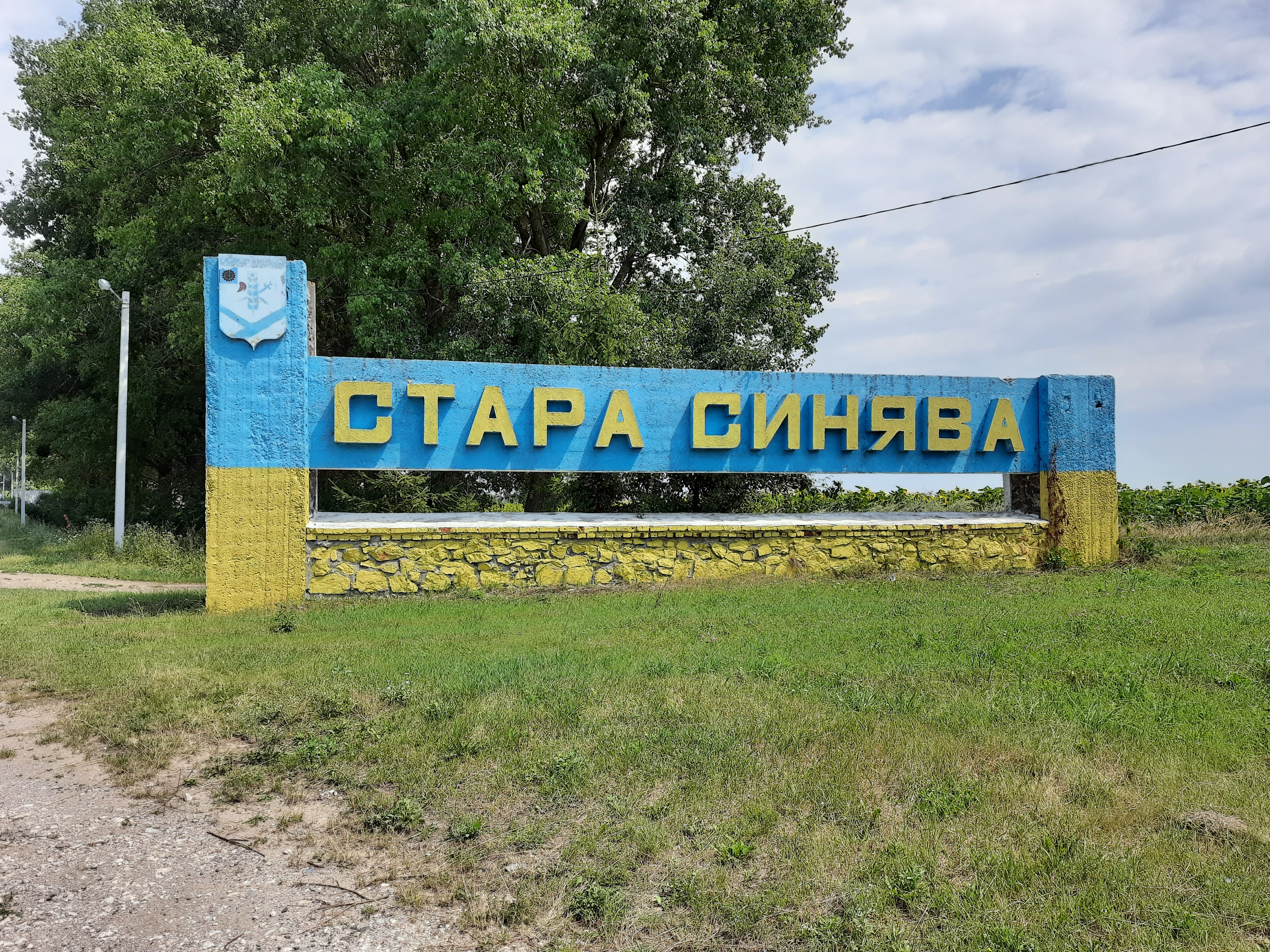
Стела при в'їзді в селище
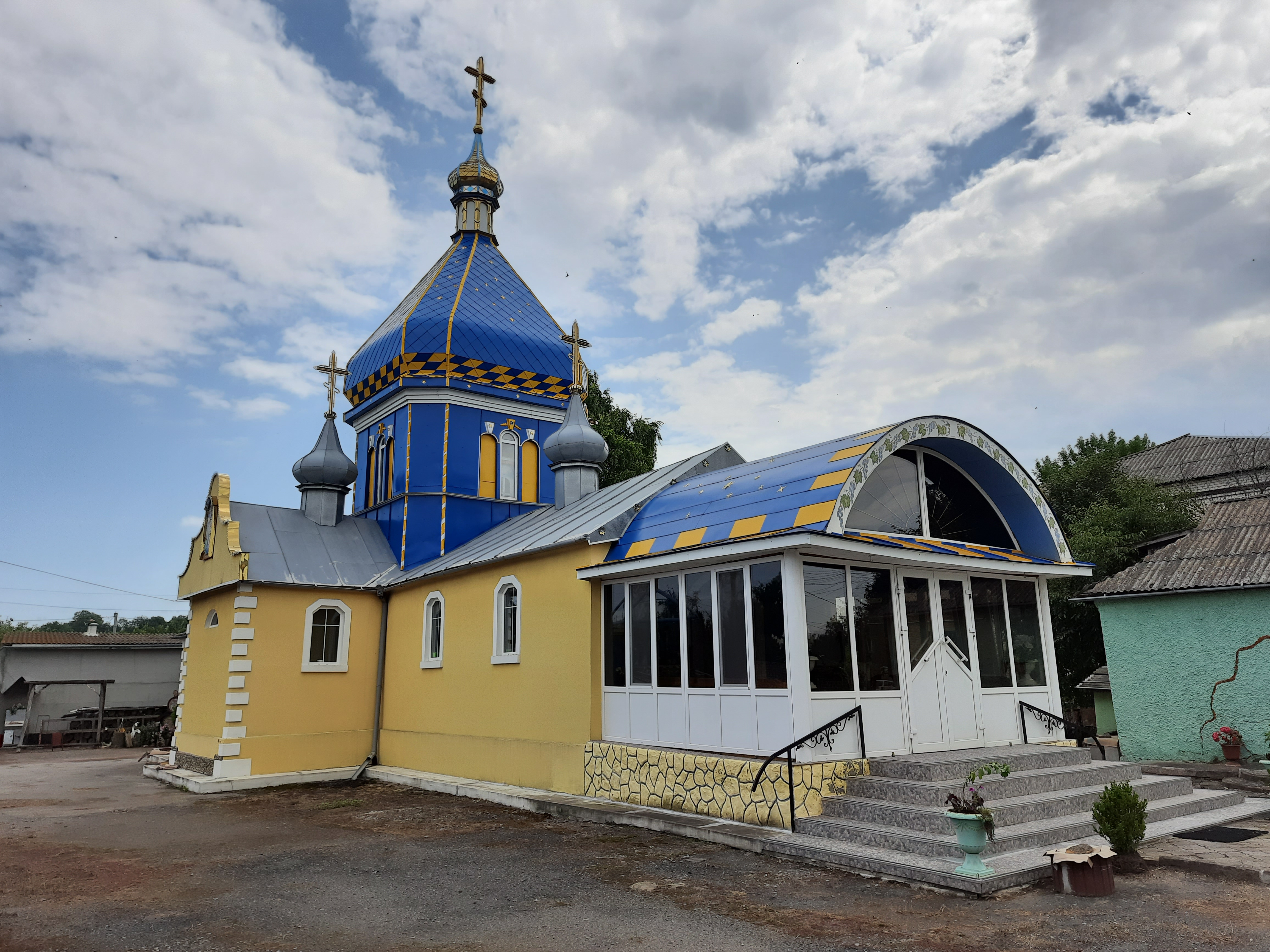
Свято-Покровська церква
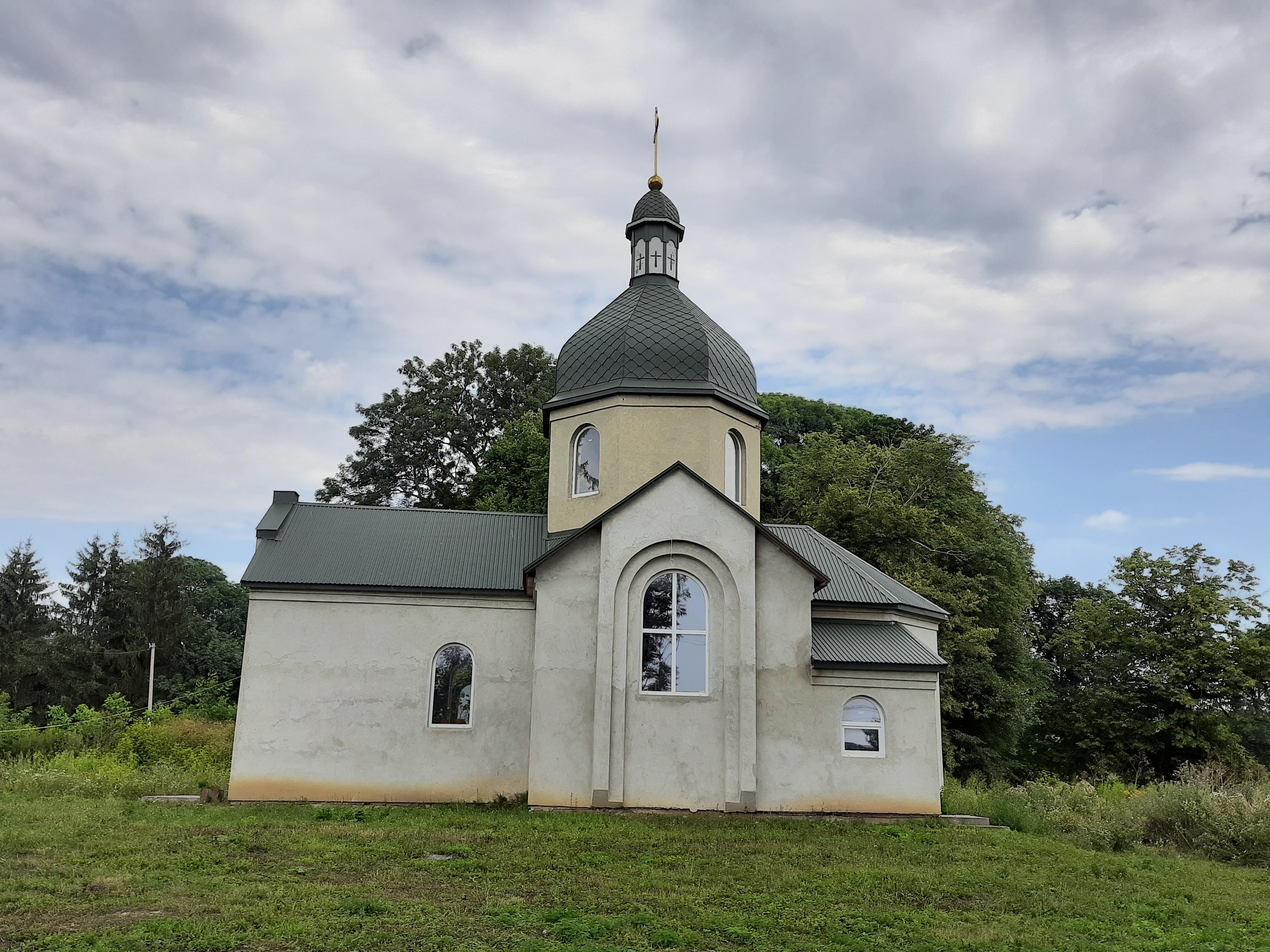
Церква Преображення Господнього
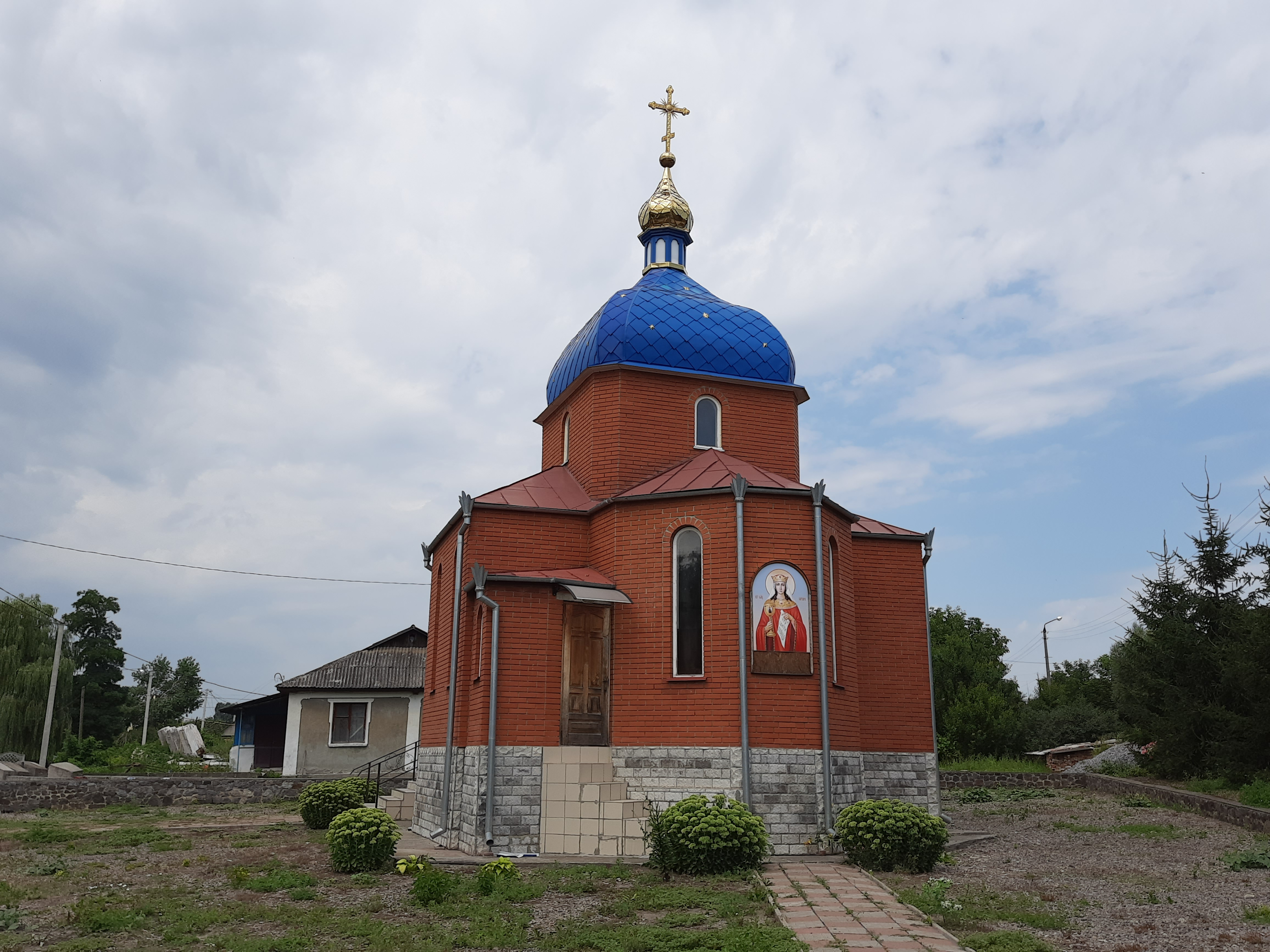
Каплиця Святої Варвари
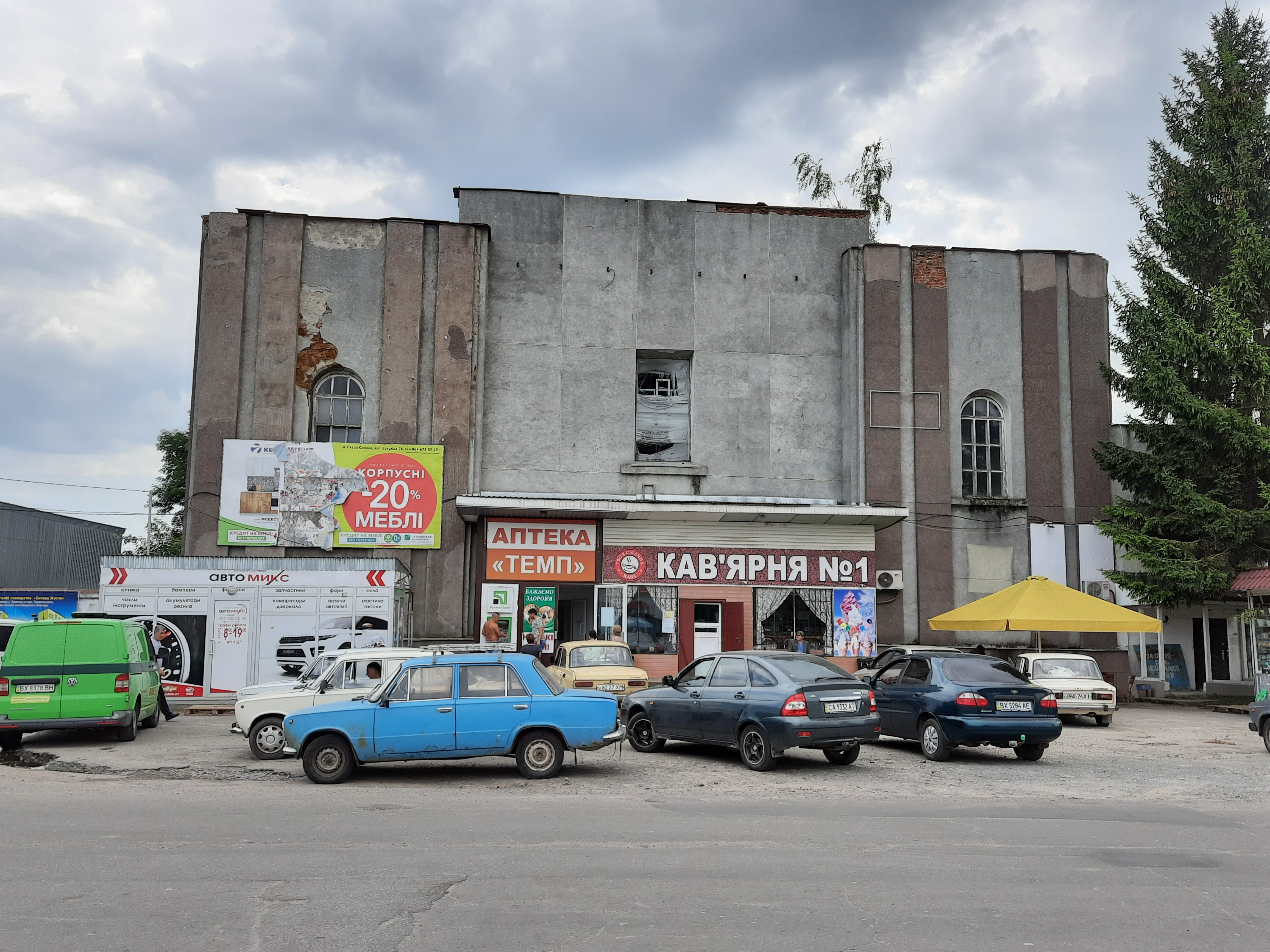
Будівля колишнього костелу
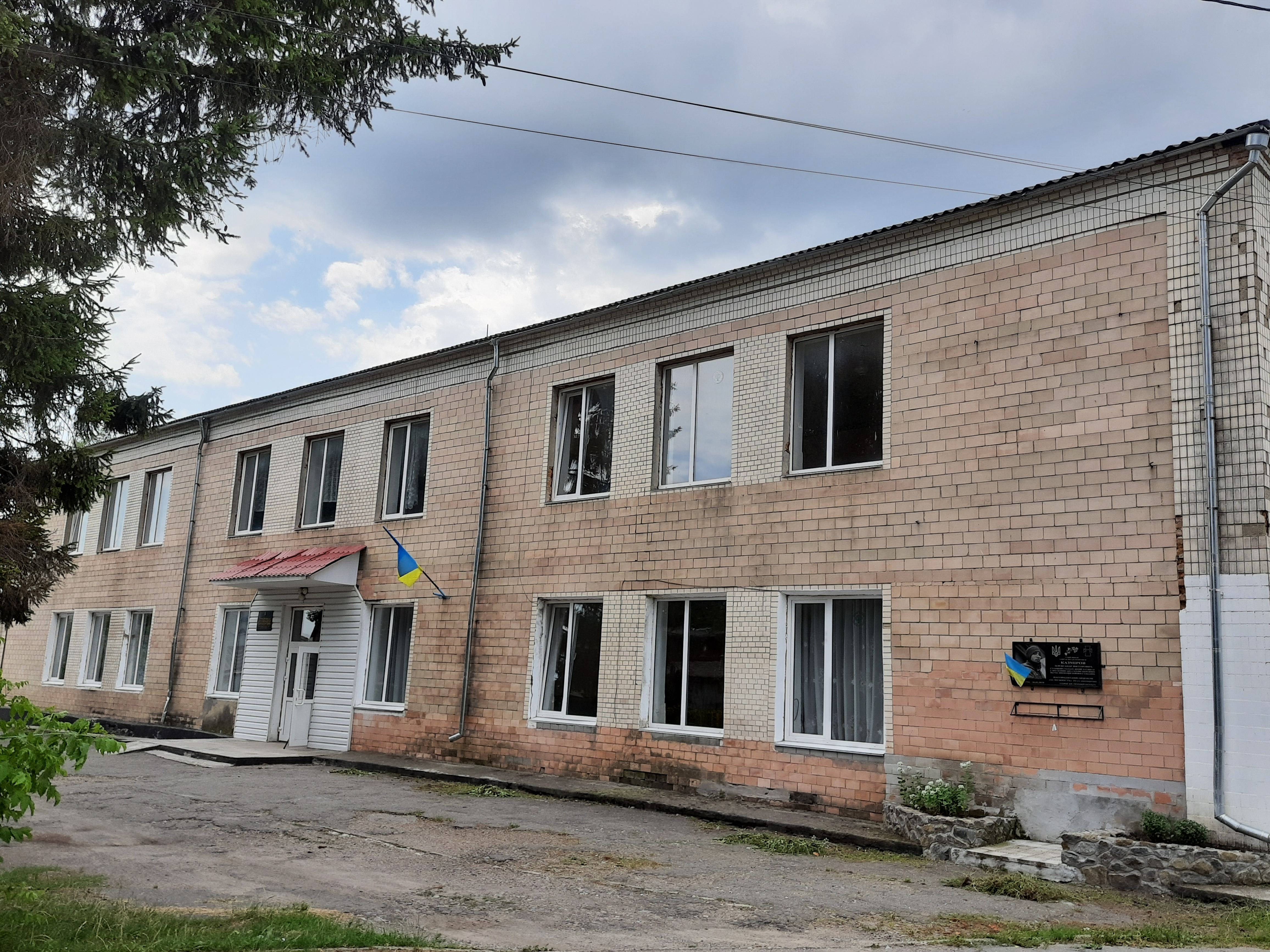
Школа
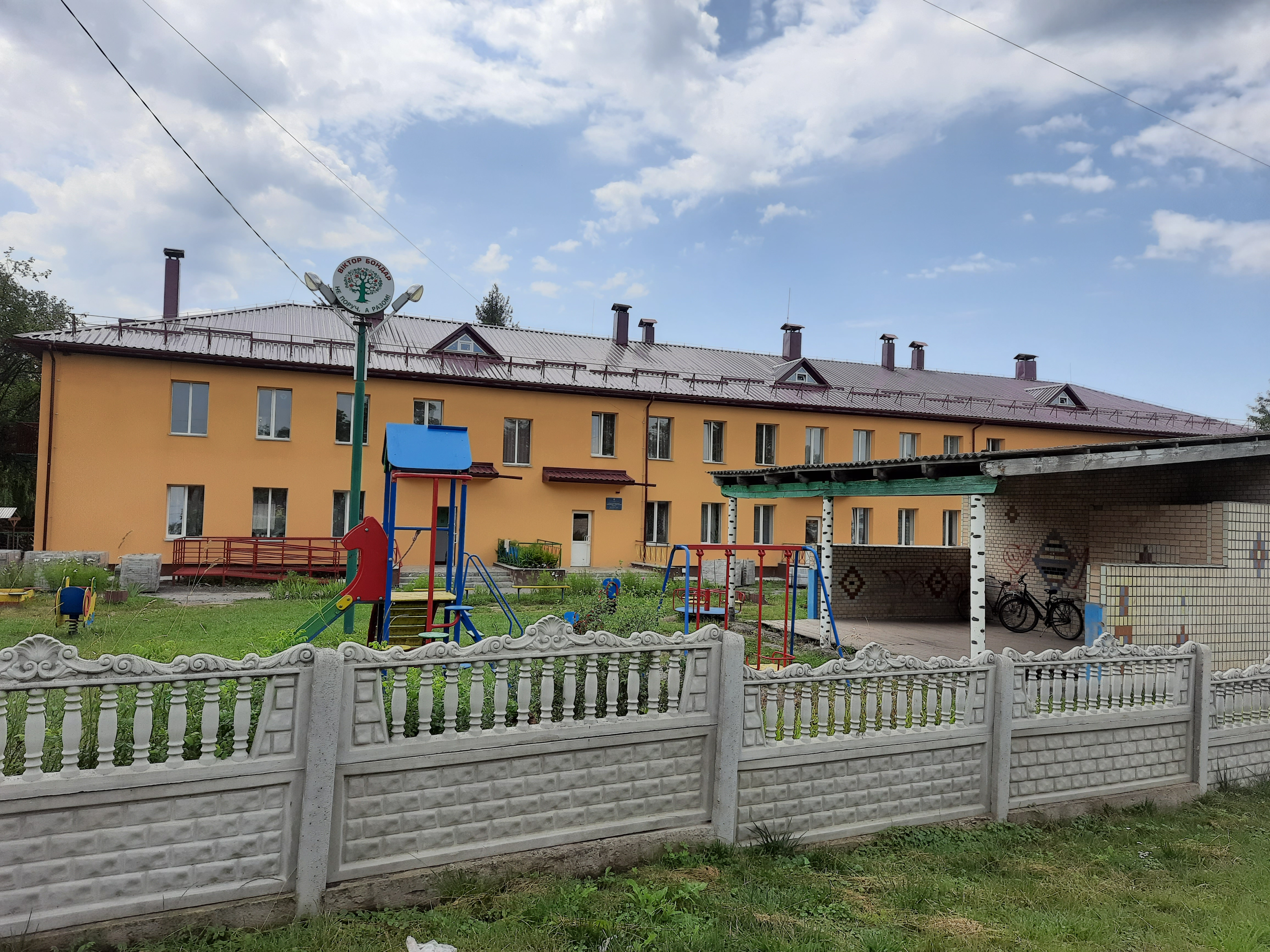
Дитячий садок
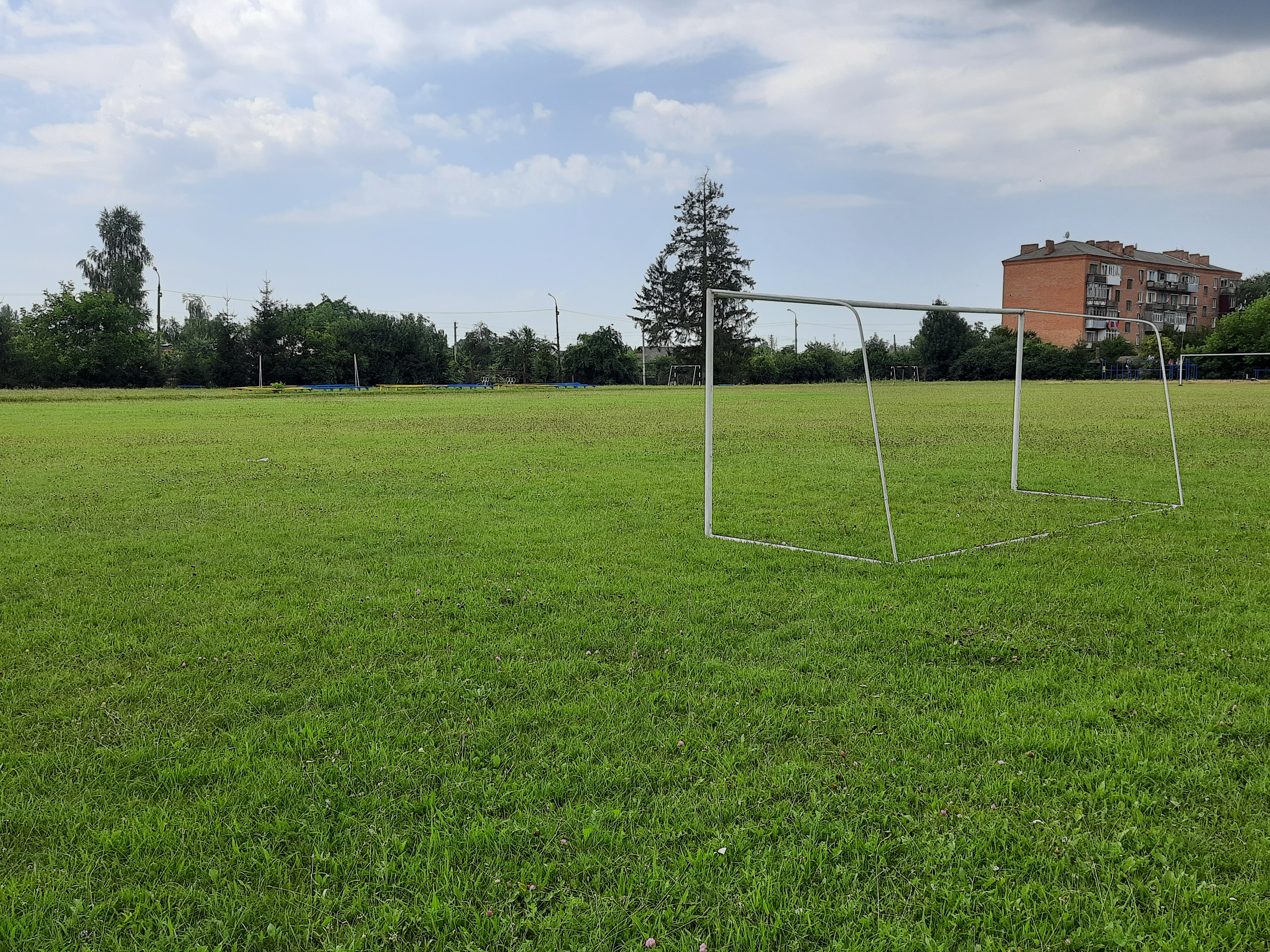
Стадіон
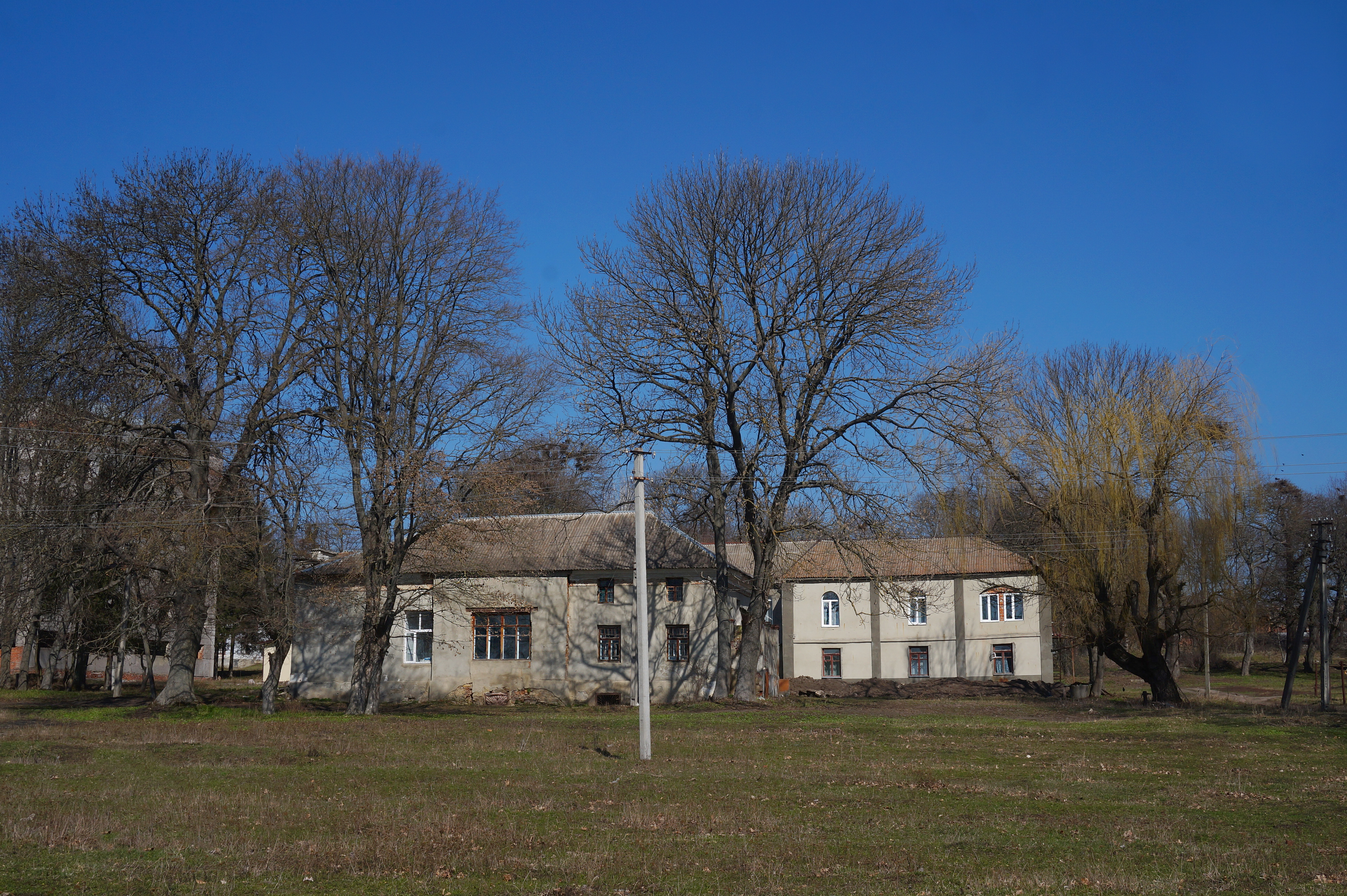
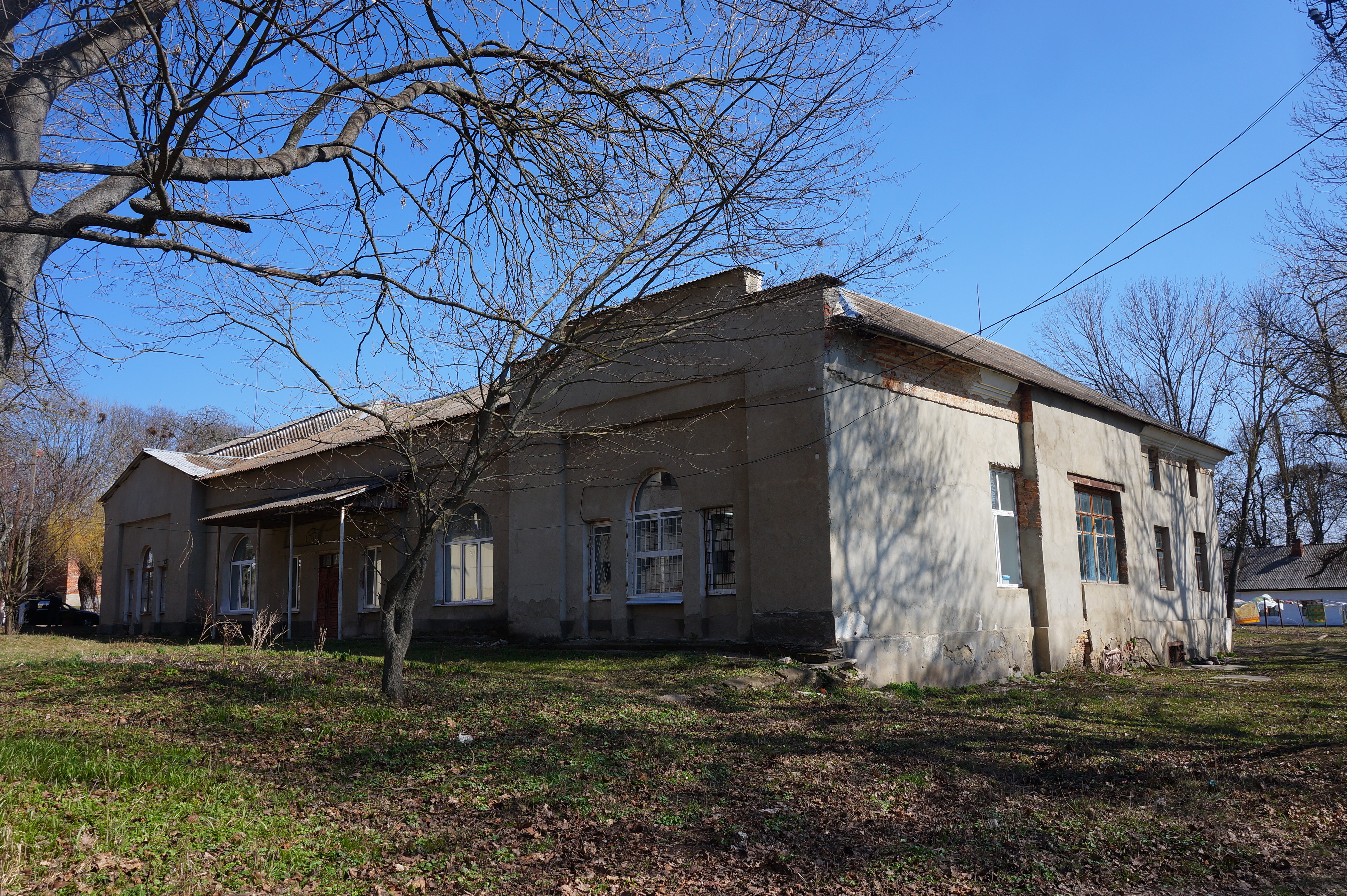
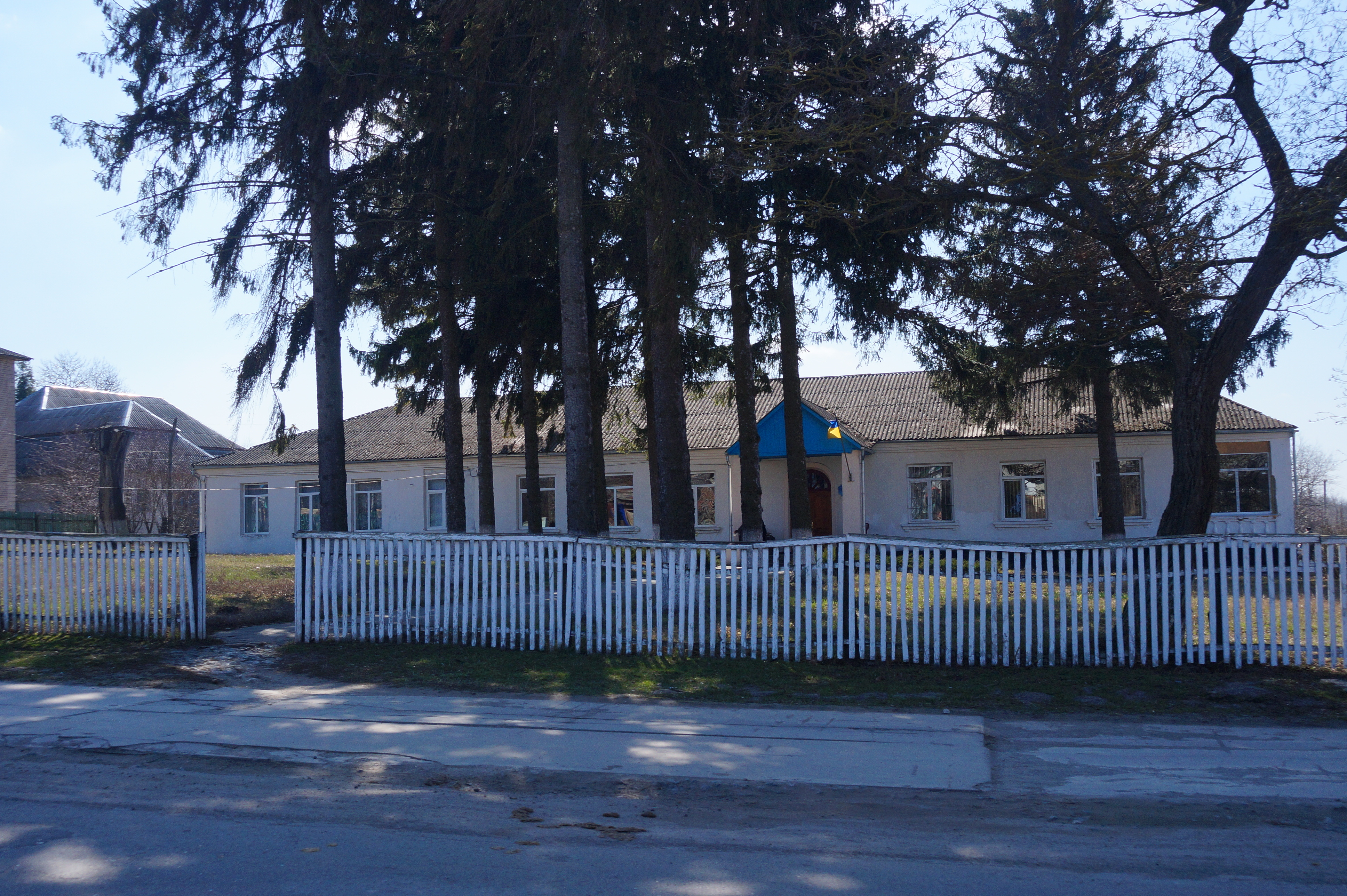
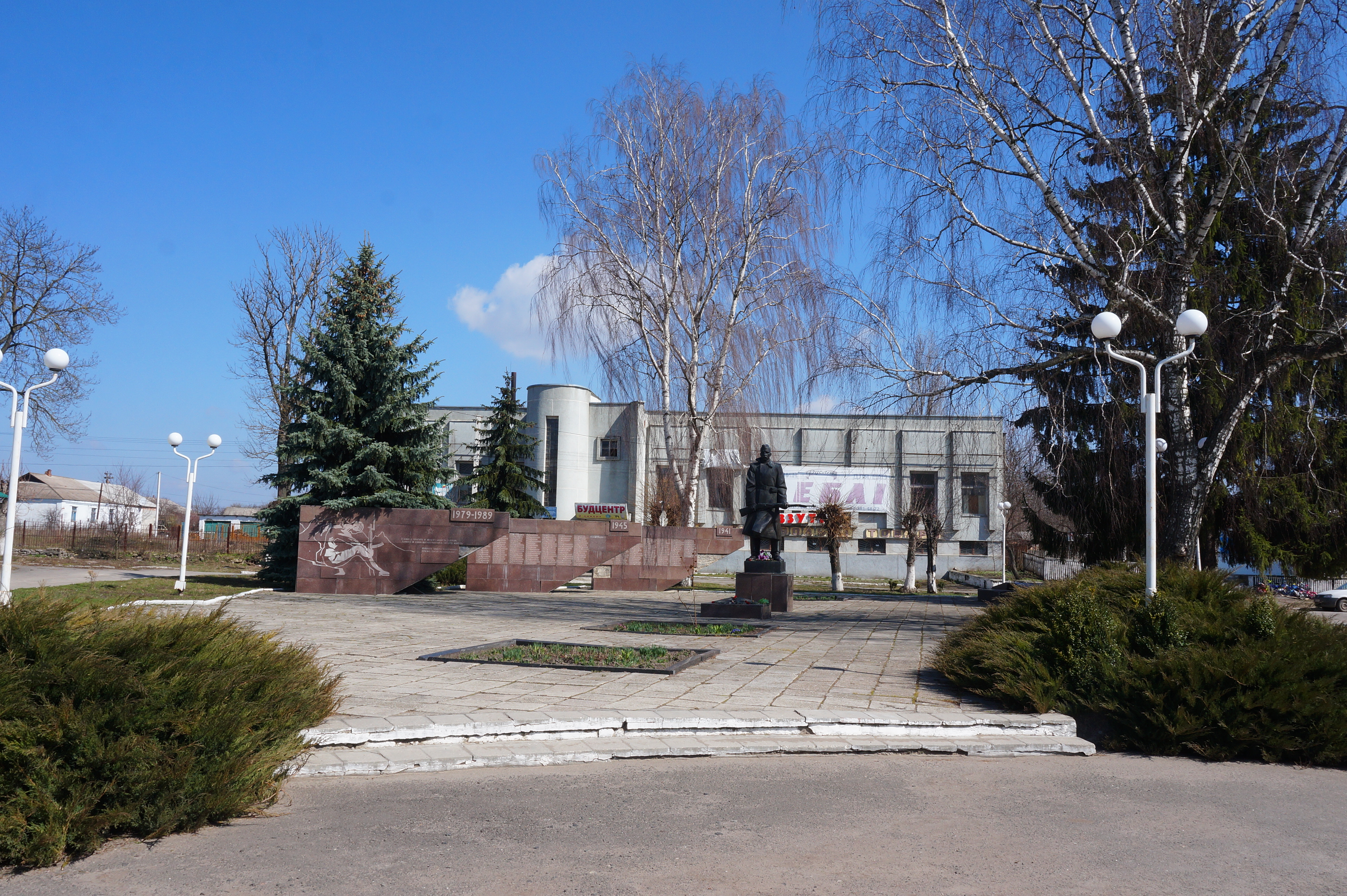
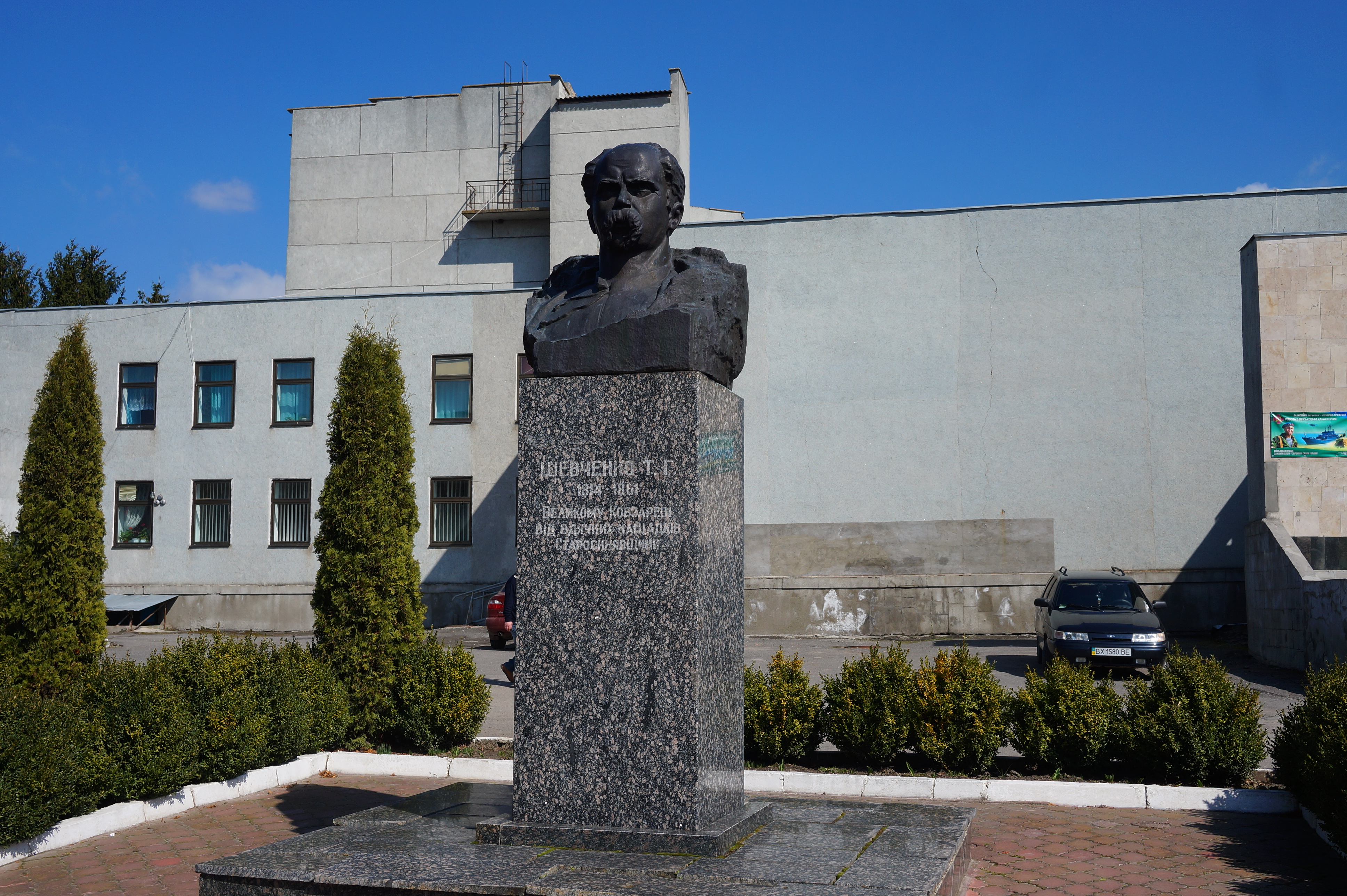
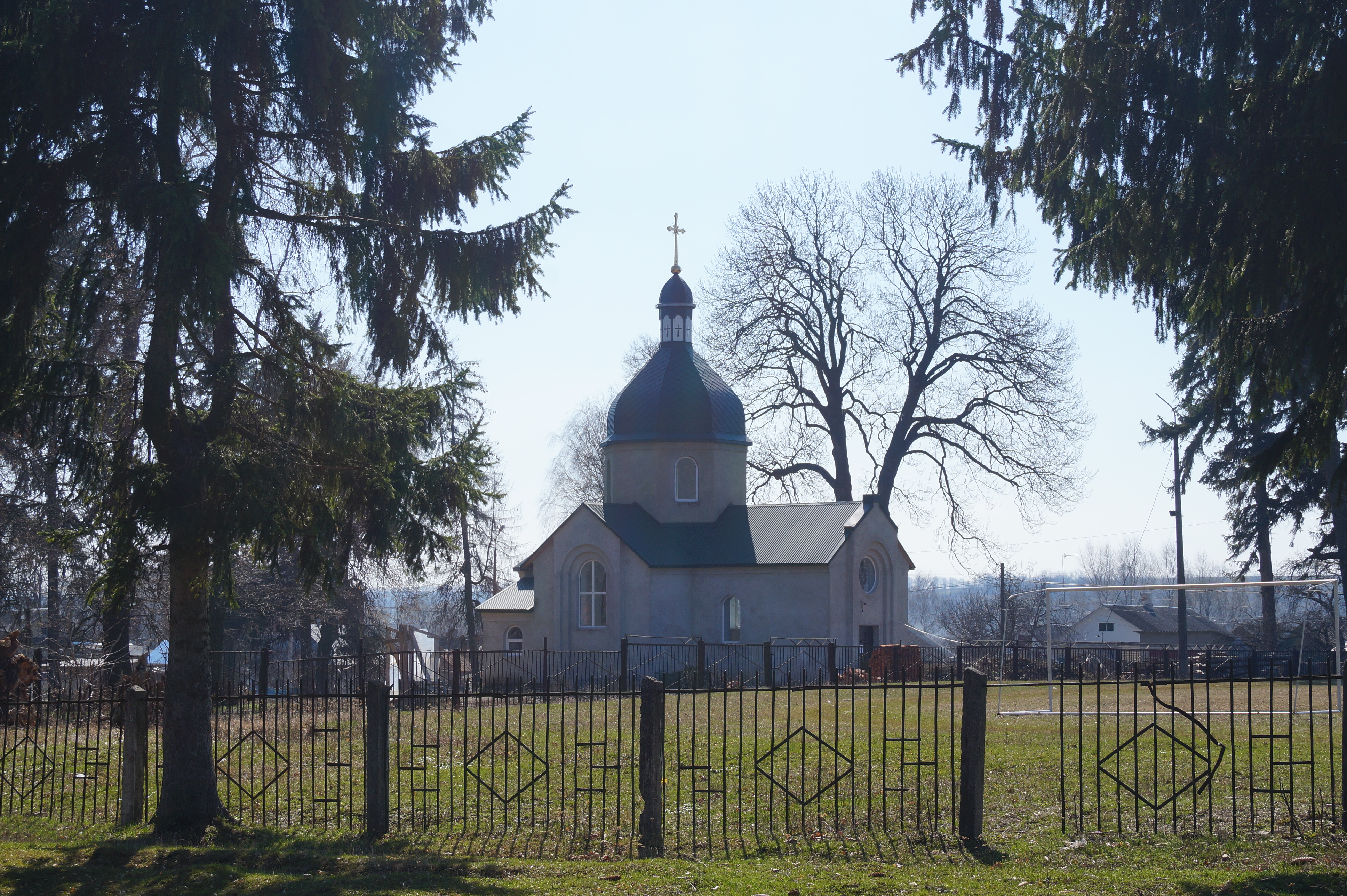